# Аборигенский рок
Аборигенский рок — музыкальный жанр, объединяющий рок-музыку и инструменты и стиль пения коренных народов, чаще всего австралийских аборигенов. Этот жанр также распространён среди индейцев Канады и Эквадора.
Главные темы песен в жанре аборигенского рока — протест против дискриминации и расизма, память о погибших представителях коренных народов в заключении, Украденном поколении, борьба аборигенов за права на свои земли. В австралийских песнях часто используются фольклор коренных народов.

## Австралия

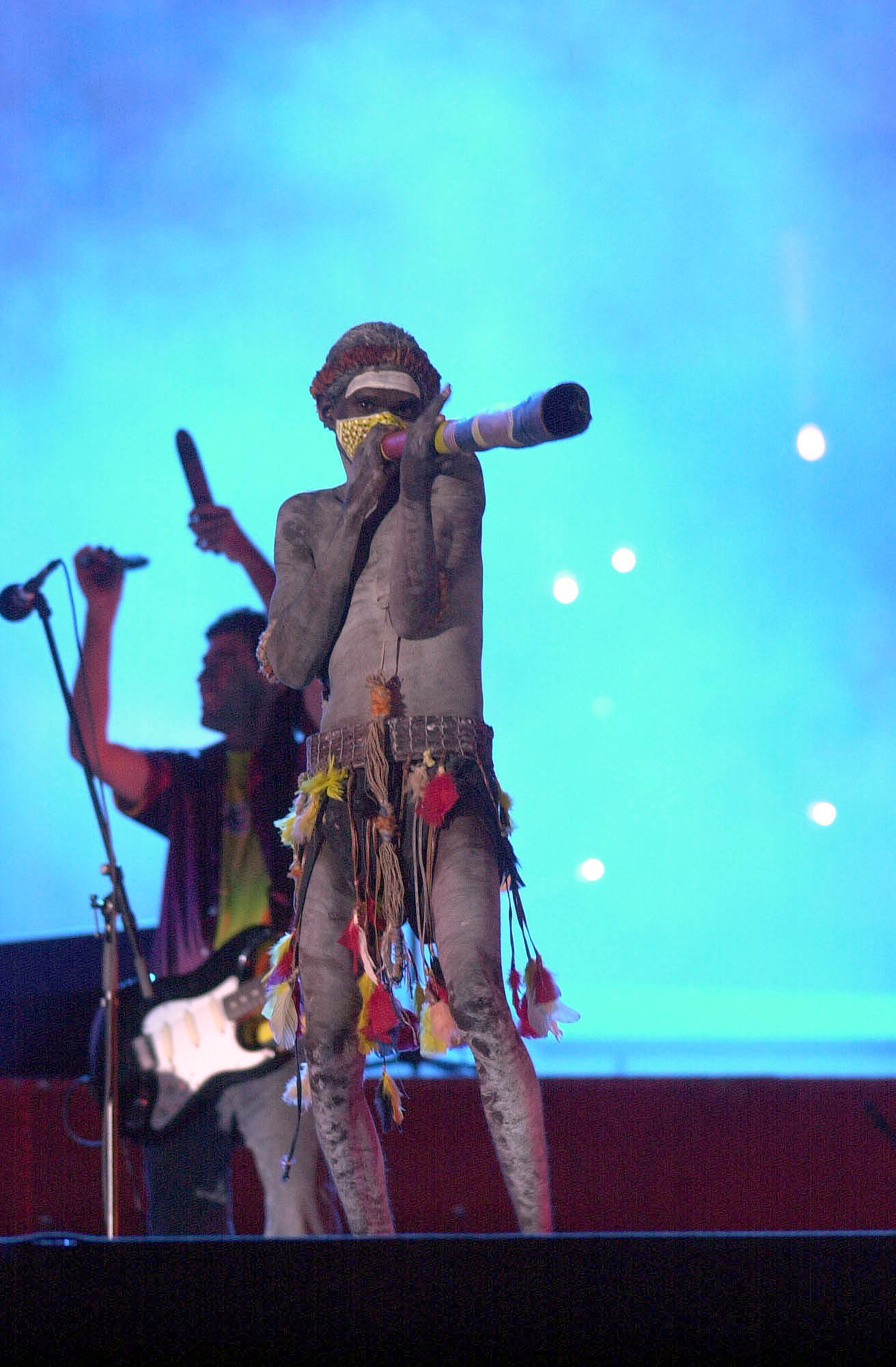
Диджеридист группы Yothu Yindi, 20 октября 2000

Аборигенский рок появился в Австралии в конце 1980-х годах. Первые группы, играющие аборигенский рок, — Yothu Yindi Мандавуя Юнупингу и Warumpi Band Нила Мюррей из Северной Территории. Музыканты использовали диджериду и пели на австралийских языках.
Для исполнения аборигенского рока используются как инструменты, характерные для рока (такие как электрогитара, бас-гитара и барабаны), так и инструменты, используемые в австралийской народной музыке (такие как диджериду и билма). В музыкальных группах играют в основном австралийские аборигены, однако иногда также выступают и австралийцы европейского происхождения.
В 2000-х среди аборигенских групп распространились жанры ню-метала и рэп-метала, например в группе Nokturnl.
Главные мотивы австралийских аборигенных рок-песен — борьба коренных австралийцев за права на свои земли, а также память про погибших во время завоевания европейцами Австралии. Также нередко в австралийском аборигенном роке поднимаются темы опасности СПИДа (например в песне Inipanya AIDS Ngku Айзека Ямма), злоупотребления алкоголем (например в песне Leave the Grog группы Yartulu Yartulu Band), а также вдыхания паров бензина (как в песне Petrol Sniffing группы Wedgetail Eagle Band) в аборигенных общинах. Часто поётся про необходимость национального и этнического самосознания (например в песнях Ngura Panyatja Titjikalanya группы Titjikala Desert Oaks Band и Warumpinya группы Warumpi Band). 
Самые известные песни австралийских аборигенских рок-групп — Treaty, My Island Home, Blackfella/Whitefella.

## В других странах

### Канада

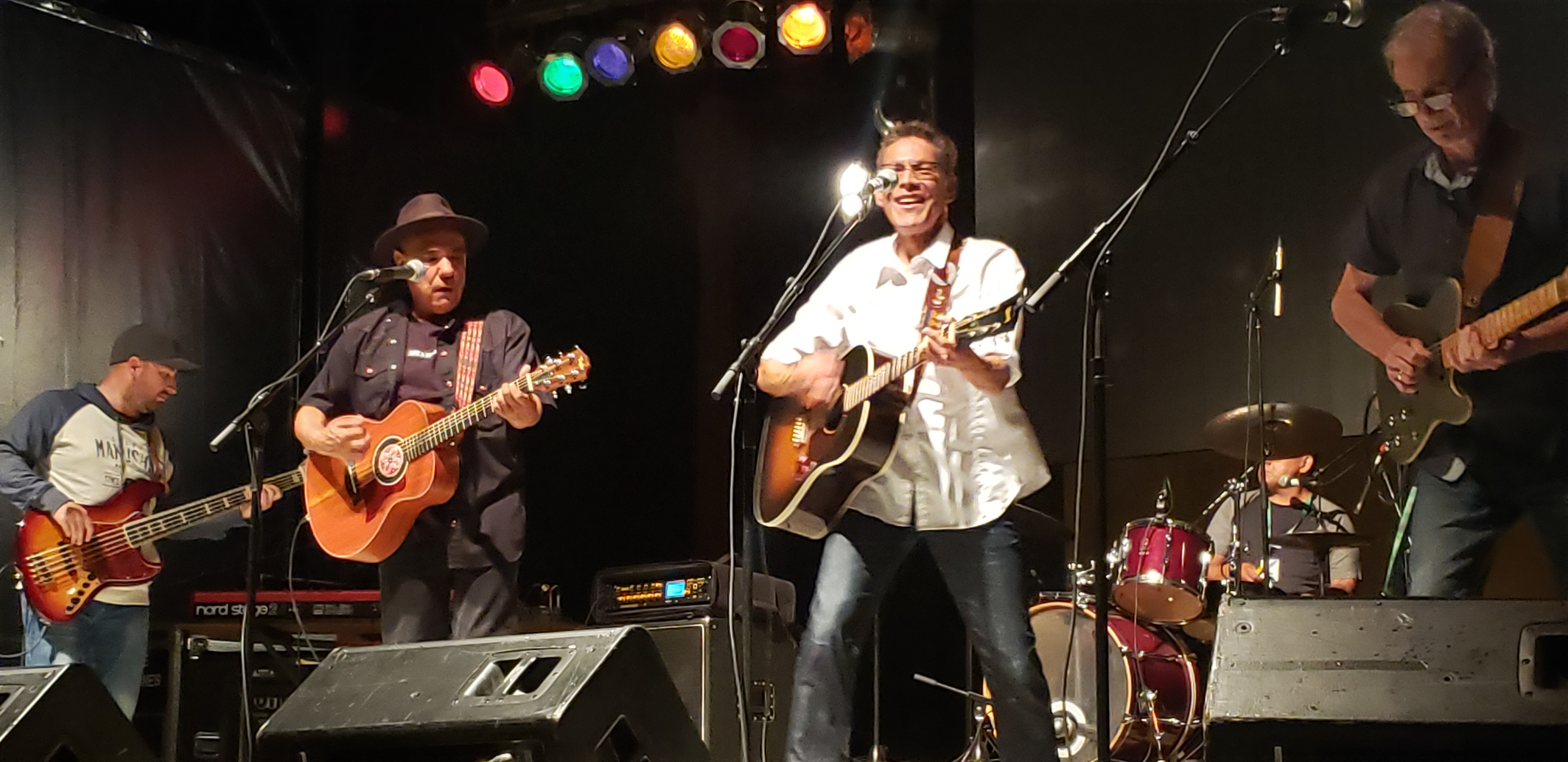
Группа Kashtin 13 июля 2019 года в Маштёйач

Канадский аборигенский рок чаще всего исполняют инуиты, канадские метисы и индейцы Канады. Играют как группы (например A Tribe Called Red, Breach of Trust, Kashtin, Bruthers of Different Muthers, Burnt Project 1 и Digging Roots), так и отдельные певцы (такие как Эдвард Гамблин, Джордж Лич, Дерек Миллер, Честер Найт и другие).
Группа Kashtin, образованная в 1984 году в Квебеке, состоит из двух музыкантов-инну и исполняет, в основном, на родном языке. Другая группа, Breach of Trust, исполняет в жанре хард-рок и исключительно на английском. Несмотря на это, в принёсшем популярность группе альбоме Songs For Dying Nations, поднимаются проблемы вымирающих коренных народов, в частности канадских индейцев и инуитов. Все участники этой группы — индейского происхождения.
Другой фолк-рок исполнитель, Честер Найт, по происхождению индеец кри. В 2000 году он получил премию Джуно за лучший аборигенский музыкальный альбом года. Честер в своих песнях объединяет рок и народную музыку народа кри, частой темой его песен становится народный фольклор.
Образованная в 2001 году группа Burnt Project 1 соединяет в своём творчестве множество жанров, такие как рок, фанк, блюз и народную музыку канадских индейцев.

### Эквадор

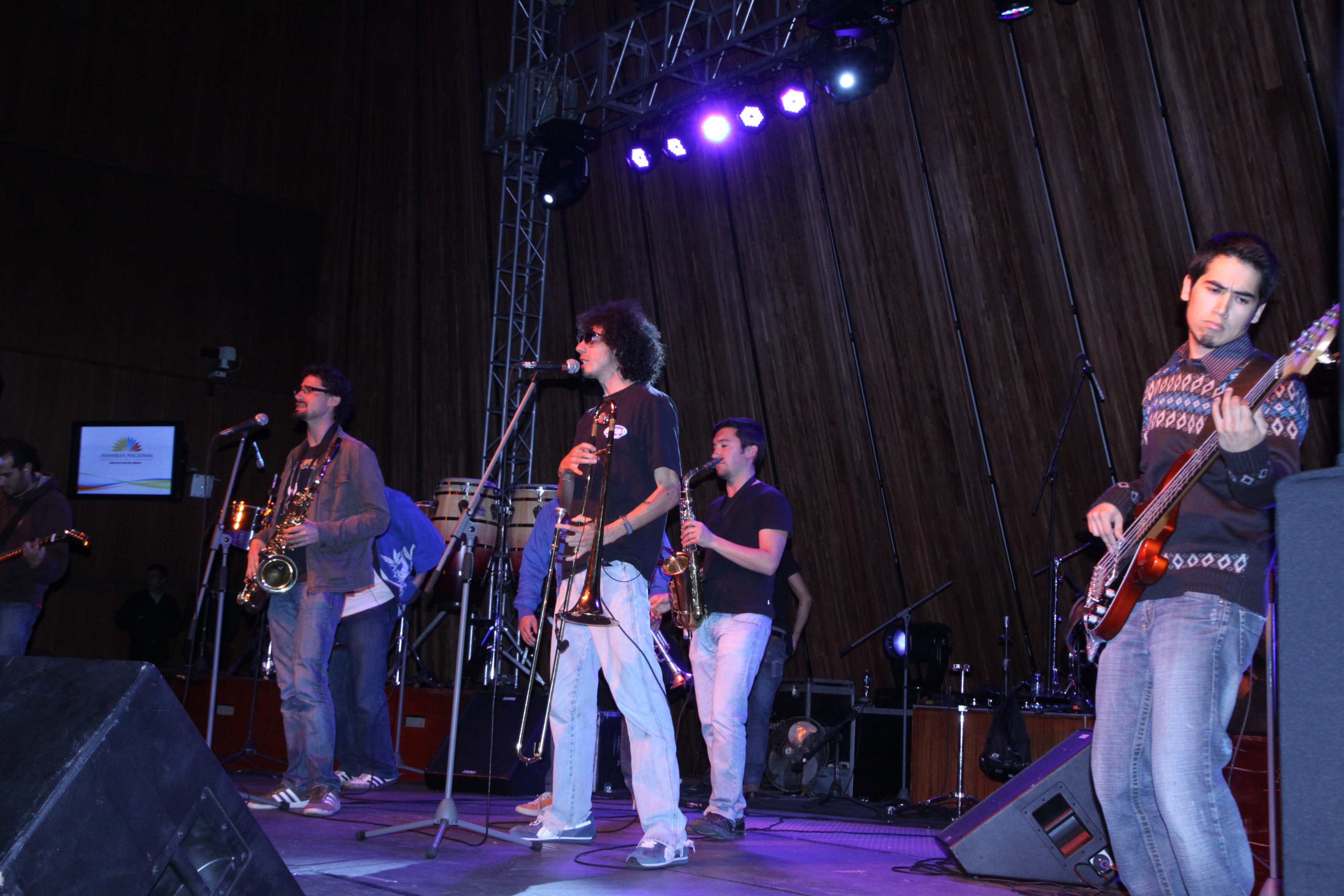
Группа Rocola Bacalao, 5 июля 2012

В 1990-х годах в Эквадоре появилось несколько метисских рок групп, использующих народные музыкальные инструменты. Например группа Rocola Bacalao использовала музыкальные ритмы индейцев Анд, а также часто пела про индейские города, например про Пухили. Поддержка движений коренных народов и отсылки на них делались метал-группой Aztra и хардкор-группой CURARE в начале 2000-х годов, во время расцвета социального протеста коренных народов против неолиберализма и за этническую демократизацию.